# Алергија (филм)
„Алергија” је југословенски ТВ филм из 1965. године који је режирала Мирјана Самарџић.

## Улоге
| Глумац                 | Улога |
| ---------------------- | ----- |
| Бранислав Цига Јеринић |       |
| Никола Симић           |       |
| Олга Спиридоновић      |       |